# Serapias
Serapias (hrv. serapias, kukavica; lat. Serapias), biljni rod iz porodice kaćunovki raširen od Kavkaza na zapad preko Sredozemlja do Makaronezije.
Pripada mu oko 20 vrsta (i znatno veći broj notovrsta) gomoljastih geofita, od kojih nekoliko i u Hrvatskoj.

## Vrste
1. Serapias athwaghlisia Kreutz & Rebbas
2. Serapias ausoniae Gennaio & Pellegrino
3. Serapias bergonii E.G.Camus
4. Serapias cordigera L.; srcoliki serapias
5. Serapias francavillae Cristaudo, Galesi & R.Lorenz
6. Serapias guadinae Lumare, Medagli & Biagioli
7. Serapias lingua L., jezičasti serapias
8. Serapias neglecta De Not., zanemareni serapias
  1. S. neglecta subsp. ionica E.Nelson;  jonski serapias
  2. S. neglecta subsp. istriaca (Perko) H.Baumann & R.Lorenz; istarski serapias
9. Serapias nurrica Corrias
10. Serapias occidentalis C.Venhuis & P.Venhuis
11. Serapias olbia Verg.
12. Serapias orientalis (Greuter) H.Baumann & Künkele
13. Serapias parviflora Parl., sitnocvjetni serapias
14. Serapias perez-chiscanoi Acedo
15. Serapias strictiflora Welw. ex Veiga
16. Serapias vomeracea (Burm.f.) Briq., raonički serapias
17. Serapias ×alberti E.G.Camus
18. Serapias ×ambigua Rouy & E.G.Camus; Hrvatska
19. Serapias ×barsellae Lumare & Medagli
20. Serapias ×broeckii A.Camus
21. Serapias ×carluccioi Lumare & Medagli
22. Serapias ×cypria H.Baumann & Künkele
23. Serapias ×debelairii El Mokni
24. Serapias ×demadesii Renz
25. Serapias ×euxina H.Baumann & Künkele
26. Serapias ×garganica H.Baumann & Künkele
27. Serapias ×godferyi A.Camus A.Camus
28. Serapias ×halacsyana Soó
29. Serapias ×hildae-margaritae G.Keller
30. Serapias ×intermedia Forest. ex F.W.Schultz; Hrvatska
31. Serapias ×kelleri A.Camus
32. Serapias ×liana F.M.Vázquez, Áng.Sánchez & Garcia Alonso
33. Serapias ×lupiensis Medagli, D´Emerico, Ruggiero & Bianco
34. Serapias ×oulmesiana H.Baumann & Künkele
35. Serapias ×oxyglottis Willd.
36. Serapias ×politisii Renz
37. Serapias ×provincialis H.Baumann & Künkele
38. Serapias ×pulae Perko; Hrvatska
39. Serapias ×rainei E.G.Camus
40. Serapias ×sitiae Renz
41. Serapias ×sooi Renz
42. Serapias ×todaroi Tineo
43. Serapias ×venhuisia F.M.Vázquez
44. Serapias ×walravensiana P.Delforge
45. Serapias ×watersii Gennaio, M.Gargiulo & Chetta
46. Serapias ×wettsteinii H.Fleischm.